# Bastendorf
Bastendorf é uma comuna do Luxemburgo, pertence ao distrito de Diekirch e ao cantão de Diekirch.

## Demografia
Dados do censo de 15 de fevereiro de 2001:
- população total: 721
  - homens: 348
  - mulheres: 373
- densidade: 29,50 hab./km²
- distribuição por nacionalidade:

| Nacionalidade  | População | %      |
| -------------- | --------- | ------ |
| luxemburgueses | 575       | 79,75% |
| estrangeiros   | 146       | 20,25% |
| - portugueses  | 77        | 10,68% |
| - franceses    | 9         | 1,25%  |
| - italianos    | 4         | 0,55%  |
| - belgas       | 12        | 1,66%  |
| - alemães      | 12        | 1,66%  |
| - iuguslavos   | 22        | 3,05%  |
| - outros       | 10        | 1,39%  |

- Crescimento populacional:

| Ano        | População |
| ---------- | --------- |
| 15/02/2001 | 721       |
| 01/01/2002 | 745       |
| 01/01/2003 | 734       |
| 01/01/2004 | 760       |
| 01/01/2005 | 759       |